# Шевченко Інна Валеріївна
Інна Валеріївна Шевченко — феміністка, активістка та лідерка міжнародного жіночого руху FEMEN, які часто з'являються топлес на своїх протестах проти  вираження патріархату, особливо диктатури, релігії та секс-індустрії.
Шевченко має більш високий профіль, ніж інші члени групи. Вона була лідером групи з трьох активісток FEMEN, котрих, як вважають, викрало і погрожувало КДБ Білорусі у 2011 році.
Вона звернула на себе увагу в Україні, коли порізала бензопилкою і повалила чотириметровий хрест, присвячений пам'яті жертвам сталінських репресій, у центрі Києва в 2012 році.
У 2013 році Шевченко отримала притулок у Франції, а зараз продовжує активізувати свою діяльність, очолюючи FEMEN France з навчальної бази, яку вона створила в Парижі.
У липні 2013 року французький художник Олів'є Чаппа, який разом з Девідом Кавені розробив новий французький штамп з зображенням Маріанни, заявив у Твіттері, що Шевченко стала головним натхненням для створення зображення.

## Раннє життя
Інна Шевченко народилася 23 червня 1990 року в Херсоні. Інна мала дитинство, як у всіх дівчат. «Мене виховували як типову українську, слов'янську дівчину, і вчили не кричати і не сперечатися». Вона була «пацанкою» і була особливо близькою із своїм батьком, який був військовим офіцером. Вона також має старшу сестру.
Помаранчева революція 2004 року привернула її увагу до політики, і вона каже, що у телевізійних шоу, де журналісти протистояли політикам, що журналісти «виглядали більш розумними, тому я хотіла бути одною з них». Вона вступила до Київського національного університету імені Тараса Шевченка у 2008, вивчала журналістику і закінчила з відзнакою у 2012 році. Її  діяльність як лідера студентського уряду дала їй політичні зв'язки, які допомогли їй влаштуватися на роботу в 2009 році в прес-службу мера Києва. Першою мовою активістки є російська, хоча вона також вільно володіє українською та англійською мовами.

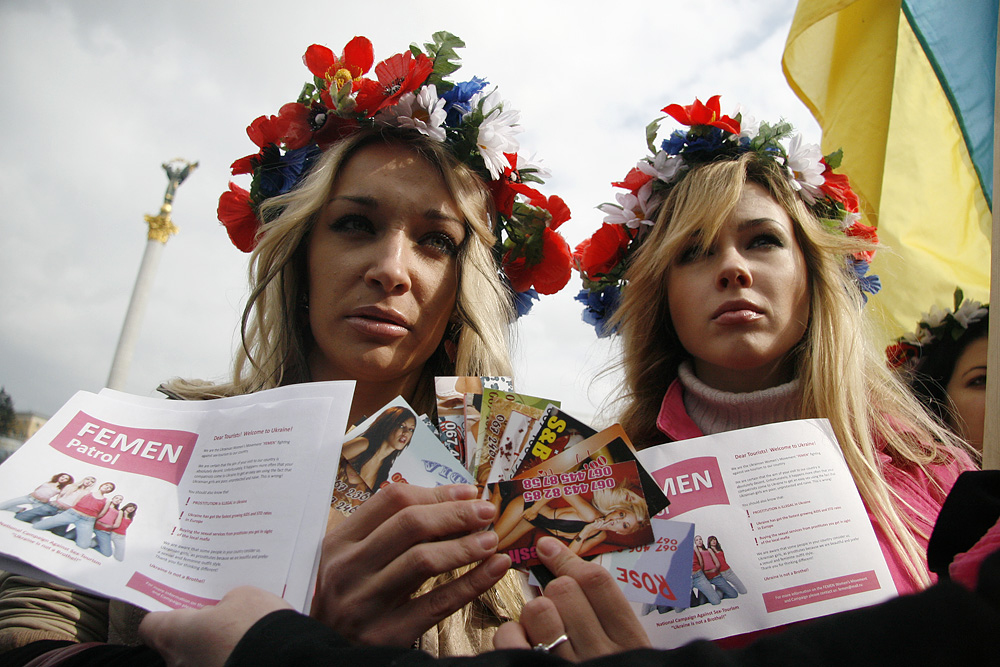
Інна Шевченко (ліворуч) та Олександра Шевченко готуються до київської кампанії 2010 року.

Шевченко зв'язалася з двома провідними активістами FEMEN Ганною Гуцол та Олександрою Шевченко через сайт соціальної мережі ВКонтакті і приєдналася до FEMEN на початку 2009 року. Ганна Гуцол утворила FEMEN у Києві 10 квітня 2008 року з двома подругами, Олександрою Шевченко та Оксаною Шачко, з її рідного міста Хмельницького; вони спочатку протестували з питань, що стосуються студенток, але швидко перейшли до демонстрації проти сексуальної експлуатації українських жінок. Інна Шевченко вперше вийшла на демонстрацію з рухом FEMEN 23 травня 2009 року в Києві акцію проти проституції, під прапором «Україна не бордель» у співпраці з Dj Hell. Наприкінці серпня 2009 року Оксана Шачко стала першою учасницею групи, яка виставила груди під час протесту, але до 2010 року це не було вдалою тактикою демонстрацій FEMEN, через те, що без уваги ЗМІ, спричиненої протестами топлес, їхнє послання не було б почуте. У дискусіях в рамках FEMEN щодо етики протесту, Інна Шевченко спочатку виступила проти такої тактики, потім переконалася в її дієвості. Після протесту про відсутність жінок у кабінеті міністрів Миколи Азарова в лютому 2010 року, вона була звільнена з прес-офісу у Києві.

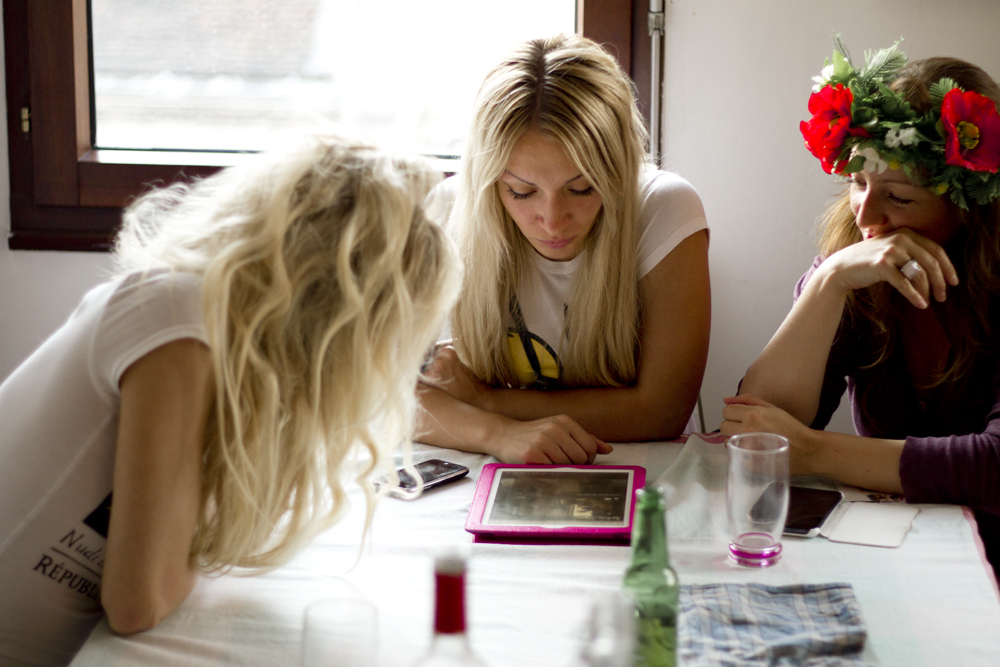
Шевченко (центр) планує наступну кампанію в Парижі (2012).

8 вересня 2012 року Шевченко вирубала дерев'яні хрести на фестивалі GOGBOT в Енсхеде у Нідерландах, як протест проти арешту Pussy Riot, після подібної акції в Києві в серпні. 18 вересня 2012 року Шевченко створила навчальний центр для FEMEN France у Парижі. 26 жовтня 2012 року, коли Шевченко давала інтерв'ю в прямому ефірі арабському телеканалу «Аль-Джазіра», її запитали: «Що краще для жінок, нагота чи паранжа?» Вона відповіла, знімаючи футболку в знак протесту проти «середньовічних забобонів». Живу картинку негайно вирізали. У липні 2013 року Шевченко отримала притулок у Франції.
Незважаючи на те, що топлес для Шевченко — майже як робоча форма, їй доводиться долати своє небажання оголити груди перед кожною демонстрацією.
У грудні 2012 року французький журнал Madame Figaro включив Шевченко до списку 20 культових жінок світу цього року.
У липні 2013 року Олів'є Чаппа, який разом з Девідом Кавені розробив новий французький штамп з зображенням Маріанни, заявив у Твіттері, що Шевченко була головним натхненням для створення зображення. Художник Олів'є Кіапа, який створив образ Маріанни на французьких поштових марках 2013 року, заявив, що портрет є «сумішшю кількох жінок, особливо Інни Шевченко». Почувши про це, Інна твітнула: «Всі гомофоби, екстремісти, фашисти повинні будуть лизати мій зад, якщо хочуть надіслати листа».

### Публічні виступи
Шевченко є спікером на конференціях і оглядачем міжнародної преси. Вона була спікером на дискусії про свободу слова в Копенгагені 14 лютого 2015 року з карикатуристом Ларсом Вілксом. Вона говорила про ілюзію, що в Західній Європі люди можуть повною мірою користуватися свободою слова, коли терорист відкрив вогонь у фоє культурного центру, де відбувалися дебати. Переживши атаку, Шевченко пізніше сказала: «Ліберальні голоси повинні бути голоснішими, ніж Калашников».
Виступ Шевченко на TEDxKalamata мав назву «Не перестану говорити голосно».
Інна Шевченко пише для міжнародної преси. Вона є оглядачем журналу International Business Times Її статті також були опубліковані в The Guardian, The Huffington Post та CNN. Спільно з іншими активістами FEMEN Шевченко написала FEMEN: Manifeste і Rebellion. Книга стосується відповідальності релігійних установ та догм у пригніченні жінок. «Щодня у Ватикані, Мецці, Єрусалимі, синагогах, мечетях і церквах по всьому світу виходять нові слова і заходи проти жінок. Щодня жінок зневажають, забруднюють, ранять або вбивають. Кожного дня нас супроводжують жінки, яких ховають у громадських місцях, замикають вдома, позбавляють освіти і перспективи для їхнього майбутнього, змушують мовчати, принижують, б'ють, спотворюють, закидають камінням і спалюють. Ми більше не можемо мовчати. Відповідальність релігій у нещастях світу вражає наші екрани і наші очі, але багато хто все ще відмовляється бачити свою роль у жіночих бідах. Ця книга була написана тому, що ми більше не хотіли, щоб вони вірили, а навпаки, знали», — сказала авторка.

## Фільмографія
- «Nos seins, nos armes!» (Наші груди, наша зброя!), Документальний фільм (1 год. 10 хв.), автор сценарію і режисер Каролайн Форест і Надя Ель Фані, виробництва Nilaya Productions, транслювався на France 2 5 березня 2013 року[29]
- «Повсякденне повстання», документальний фільм (1 год. 58 хв.), автори й режисери брати Ріахі (Араш Т. Ріахі і Арман Ріахі), Австрія / Швейцарія / Німеччина, 2013, світова прем'єра на Міжнародному фестивалі документального кіно в Копенгагені 13 листопада 2013 року.
- Україна не бордель